# Girard II z Vienne

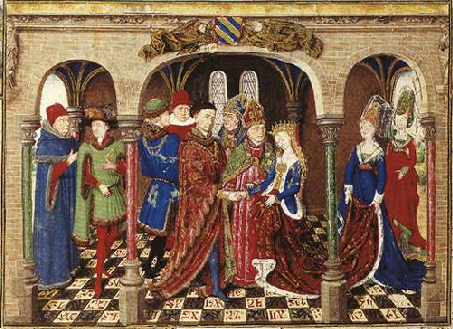
Ślub Girarda II z Vienne z Bertą.

Girard (Gerard) II z Vienne (zm. 11 lutego lub 4 marca 874) – francuski arystokrata pochodzący z dynastii Girardynów, syn hrabiego Fezensac Leutharda I i jego żony Grimhildy.
W latach 838-840 był hrabią Paryża. W 840 został hrabią Lyonu i Vienne. W 851 pełnił funkcję regenta Prowansji. W 858 wraz z żoną ufundował opactwa w Pothières i Vézelay. Został pochowany w Awinionie.
Jest pierwowzorem postaci hrabiego Girarta de Roussillon, znanego z licznych legend francuskich, zwanych chansons de geste.
Prawdopodobnie w 819 poślubił Bertę, córkę lub wnuczkę Hugona I Trwożliwego. Z tego małżeństwa pochodziła córka Ewa.